# Maria Gotas Prats
Maria Gotas Prats   (Palafrugell, 28 d'abril de 1867 - Palafrugell, 1 de març de 1933) fou una empresària surera de Palafrugell. Descendent per part paterna del Mas Gotas de Vall-llobrega, es va casar el 31 d'octubre de 1891 (als 24 anys) amb Enric Bruguera Corominas (Reims, 1865 – Palafrugell, 27 de gener de 1911).
Enric, per la seva banda, era fill de l'empresari Miquel Bruguera Bofill, que el 1875 va fundar la fàbrica de suro Miguel Bruguera (iniciada al carrer del Padró Gran de Palafrugell), casat amb Catalina Corominas Bofill.
Quan Miquel Bruguera Bofill (pare polític de Maria Gotas Prats) va morir l'any 1905, la titularitat del negoci va passar a mans del seu fill primogènit Enric Bruguera Corominas. Aleshores, l'empresa ja estava situada al carrer de la Rajola, número 2, de Palafrugell i disposava d'una taula i sis empleats.
Maria i Enric varen tenir dos fills: Angelina (1893-1974) i Eduard (1896-1964) però, dissortadament, el 27 de gener de 1911, Enric va morir de manera sobtada i Maria (que aleshores tenia 44 anys) es va veure obligada a agafar les regnes del negoci i tirar-lo endavant. Els seus fills tenien, aleshores, 18 i 15 anys, respectivament.
Maria Gotas Prats, sabia llegir i escriure, i també parlava francès, doncs estava emparentada directament amb la família Prats de la Carrera; gent amb una àmplia formació acadèmica a Palafrugell. Se sap que, a banda de gestionar i supervisar el treball de la fàbrica, ella mateixa havia de portar la comptabilitat i la correspondència. Tenia una bona amistat amb els propietaris la empresa surera de Can Genís de Palafrugell, de qui també es coneix que en diverses ocasions la varen aconsellar sobre el bon funcionament del negoci. A banda, Maria, fou una persona sensible als fets socials, ja que l'any 1924 va contribuir econòmicament en una tómbola benèfica que es va organitzar a Palafrugell. El motiu, era recaptar diners per ajudar els soldats del Regiment d'Àsia, número 55, que aleshores estaven fent el servei militar al Marroc.

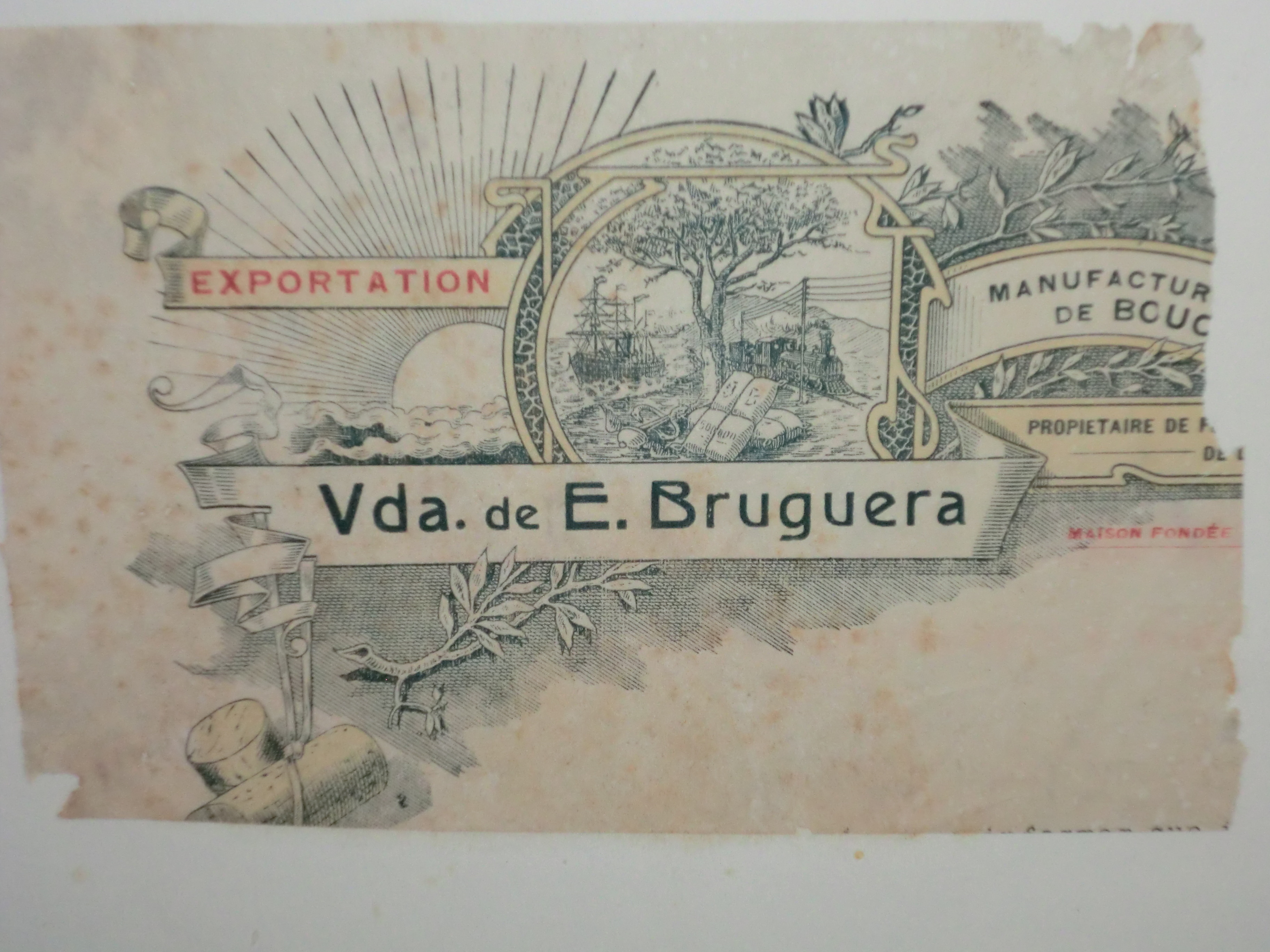
Logotip al paper de carta de la Manufactura Española de Tapones y Artículos de Corcho Vda. de E. Bruguera, Palafrugell. Fons família Bruguera-Martí

Gràcies als arxius guardats pels descendents de la família Bruguera, es conserva un paper de carta amb el logotip de l'empresa on hi podem llegir: Exportation, Manufactures de Bouchons de Liège, Propietaire… Maison Fondée… Viuda de E. Bruguera. A més, se'ns mostren sis elements molt importants dins l'àmbit de l'exportació de productes: en primer lloc s'observa l'alzina surera, que és la verdadera protagonista, i d'on surt la matèria primera. La locomotora de vapor (que simbolitza les exportacions peninsulars i europees) i el vaixell (per a les d'ultramar). L'ús de les comunicacions es feia emprant el telègraf i molt aviat també amb l'arribada de l'electricitat, amb el telèfon. Fet manifestat mitjançant la inclusió del cablejat elèctric. Un altre element a destacar a primer pla, són les saques (que s'intueix anaven plenes de taps) i se sap que generalment eren de 50 quilograms. Tombat al terra (al costat de les saques) hi ha un caduceu o símbol d'Hermes (signe de la sanitat en general) i que, possiblement, voldria indicar la salubritat del producte. O sigui; mostrar que els taps havien passat pels processos de sanejament i d'inspecció de transport establerts per l'administració de l'època.
Maria Gotas Prats, va exercir d'empresària surera al capdavant de Manufactura Española de Tapones y Artículos de Corcho Vda. de E. Bruguera fins a l'any 1915, any en què va passar al seu fill Eduard Bruguera Gotas (de 19 anys). Maria, va morir a Palafrugell, el 25 de març de 1933, a l'edat de 66 anys. L'empresa, per la seva banda, va continuar funcionant de pares a fills fins a l'any 1992, any en què Tapones E. Bruguera, SA amb Joan Bruguera Ferrer com a gerent, va haver de tancar les portes a ran d'una forta crisi del sector surer.